# Turm Schlans
Der Turm von Schlans steht auf dem Gemeindegebiet von Trun im schweizerischen Kanton Graubünden.

## Lage
Der Turm steht auf 1170 m ü. M. oberhalb des Dorfkerns auf einer länglichen Felsrippe oberhalb der aus dem 17. Jahrhundert stammenden Kirche Sta. Maria dalla Neiv.

## Anlage
Der massive Turm, ein Bergfried, mit einer quadratischen Grundfläche (Seitenlänge 8,5 Meter) und einer Mauerstärke von gut zwei Metern besteht aus lagerhaft geschichteten Bruchsteinen mit grossen bossierten Eckquadern mit sorgfältigem Kantenschlag. Drei Geschosse haben sich erhalten. Der restaurierte Hocheingang liegt auf der Südwestseite im 3. Geschoss. Ausser einigen schmalen Schartenfenstern gibt es weder Öffnungen noch Anzeichen von Wohneinrichtungen. Die eigentlichen Wohnräume dürften sich deshalb in einem hölzernen Oberbau befunden haben. Spuren von Nebengebäuden und einem Bering fehlen.

## Geschichte
Bei dem einfachen Turm dürfte es sich um den Sitz eines Dienstmannes der von Salons gehandelt haben. Ob es sich bei den Urkunden des 14. Jahrhunderts genannten Burg Sylans um den Turm zu Schlans oder um die grössere Anlage Salons oberhalb des Dorfes handelt, geht aus ihnen nicht klar hervor. 1377 wurde in Schlans ein Gut daz man nemmet Quadra davos Kasteil verkauft. Der Name deutet eher auf den quadratischen Turm als auf die ausgedehnte Anlage in Salons hin. Zur Geschichte der Herrschaft Schlans siehe den Artikel über die Burg Salons.

## Galerie

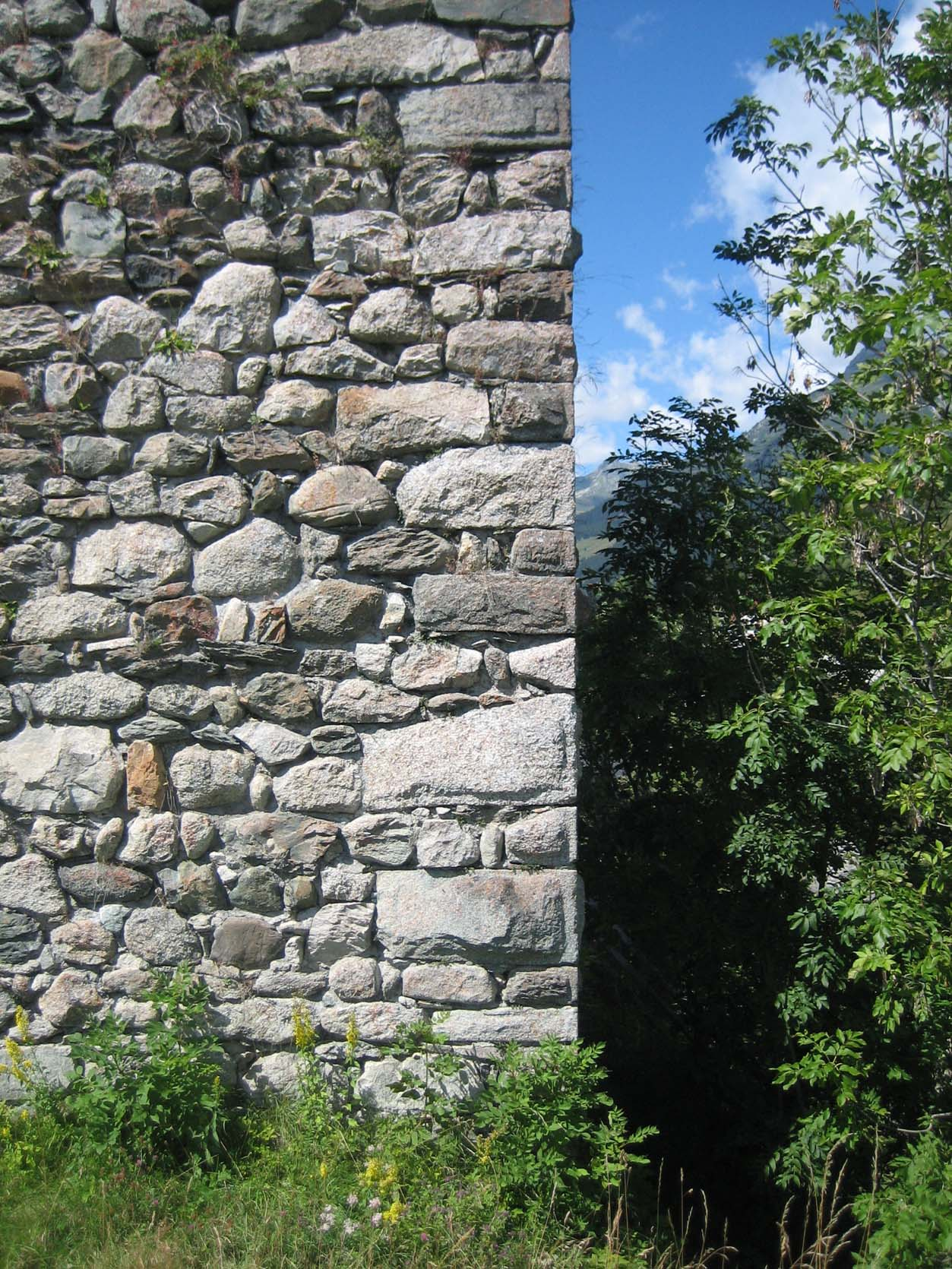
Nordostecke
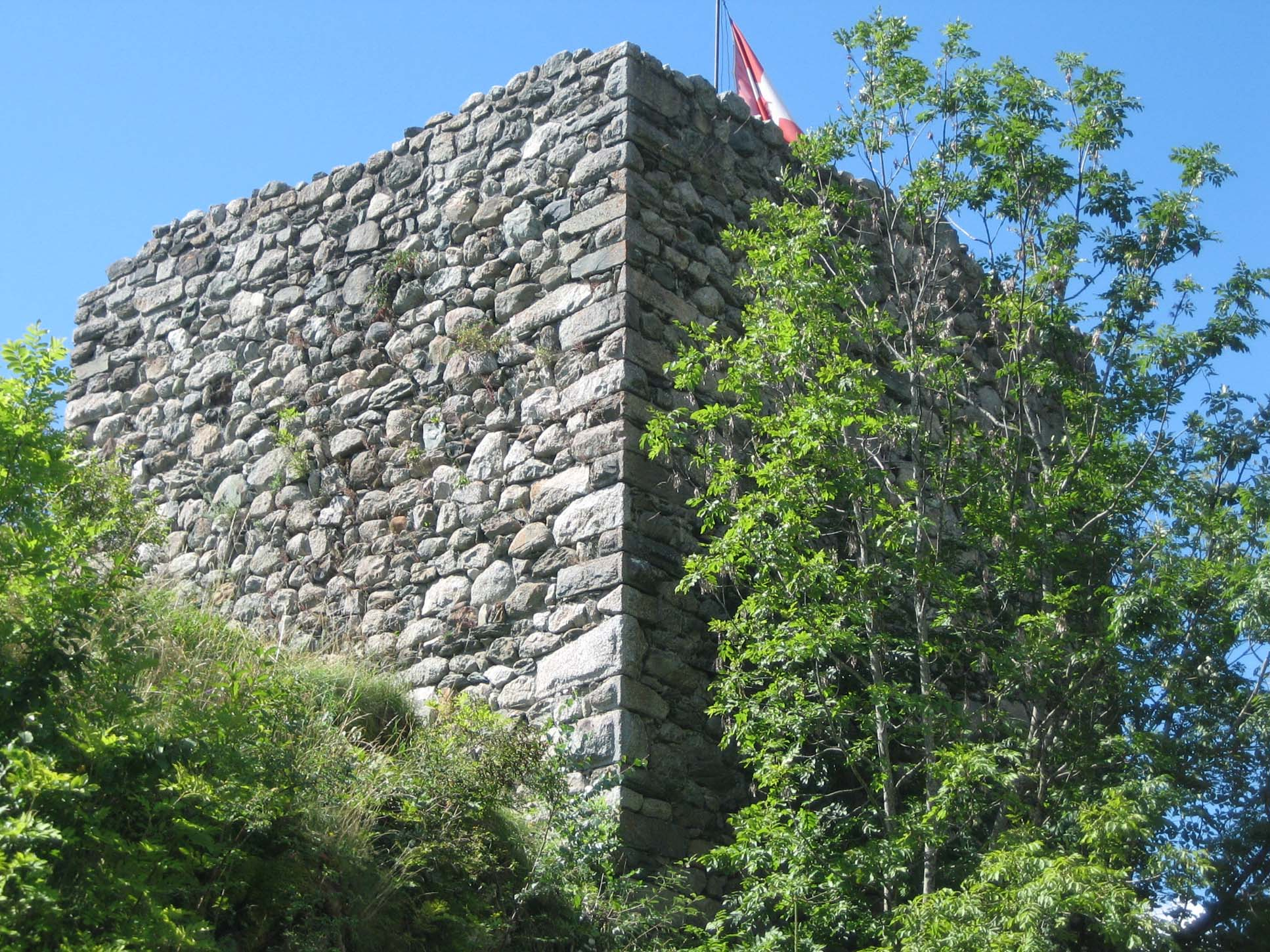
Ansicht von Nordosten
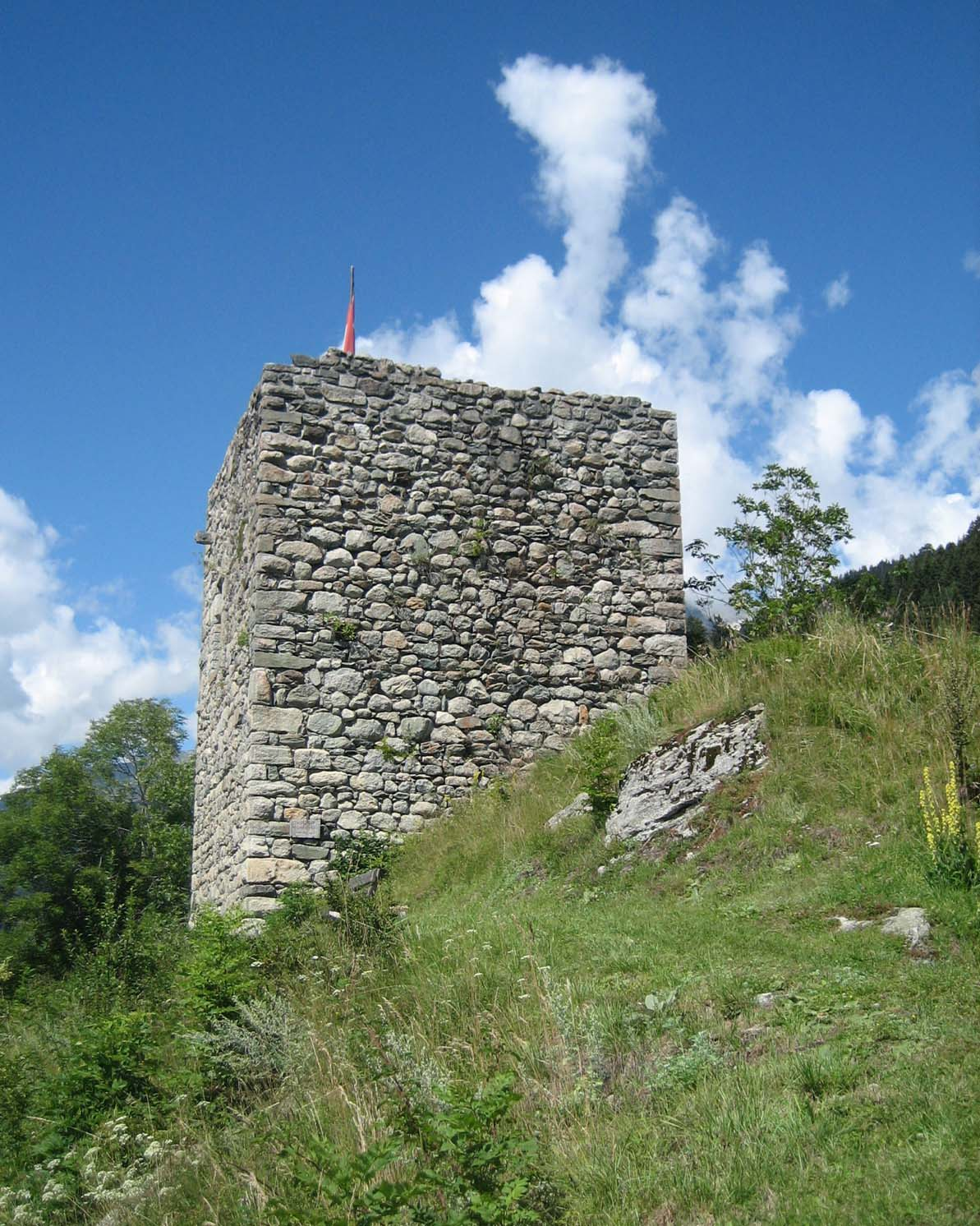
Ostseite
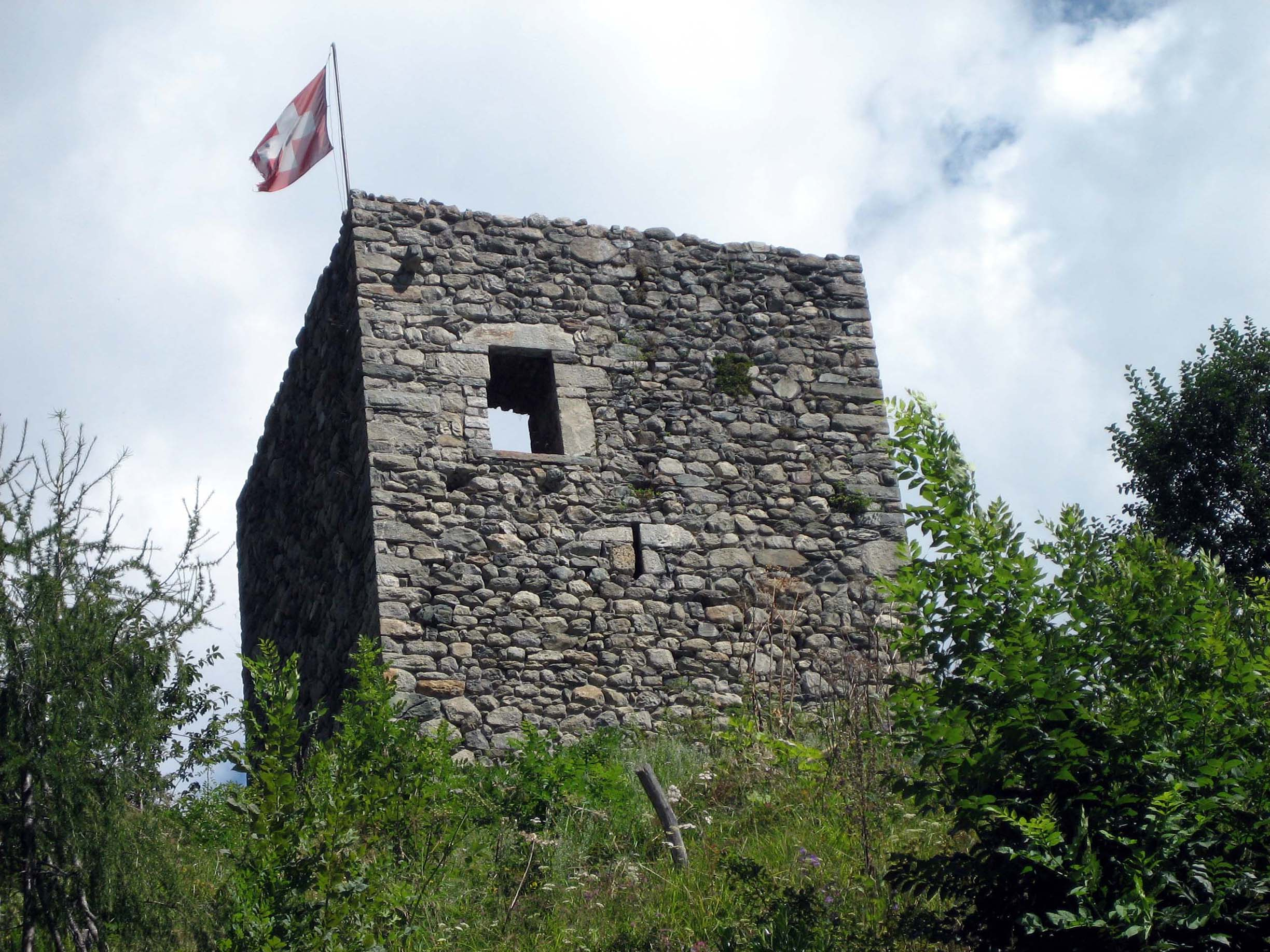
Südseite